# 聖莫尼卡山
聖莫尼卡山（英語：Santa Monica Mountains）是位於美國加利福尼亞州南部海岸的一個山脈。由於靠近人口密集的地區，聖莫尼卡山是聖莫尼卡山國家保護區遊人最多的一個地區。

## 動植物

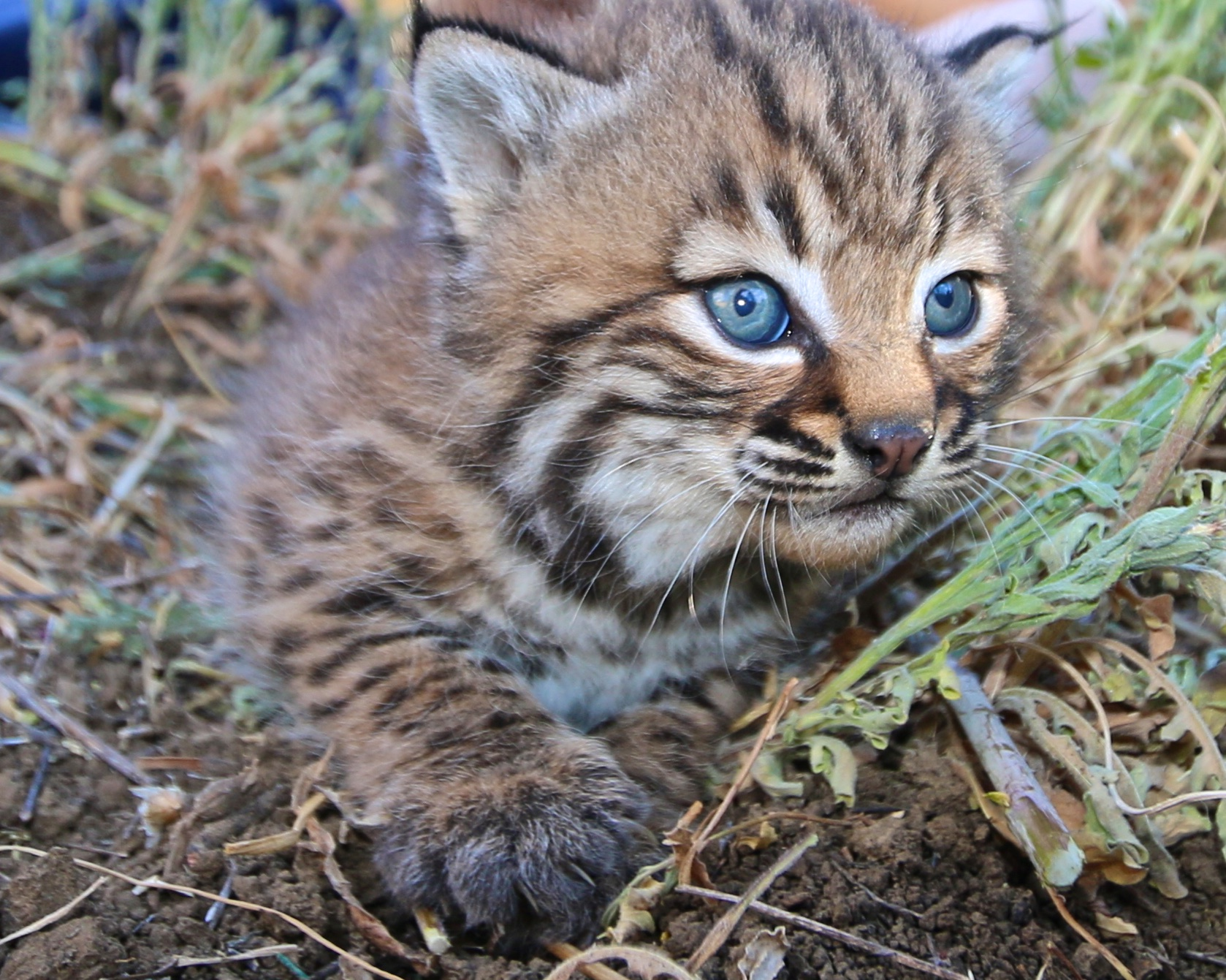
短尾貓的奶貓

在聖莫尼卡山可以找到美洲狮的蹤影，但是因為聖莫尼卡山位置孤立，而且其面積不足夠幼獅成長後離群獨立生活，致使牠們成為受威脅的物種。其數目下降的主因亦包括遭遇交通意外、服下人類放置的毒藥和受到同類攻擊等 。